# Antanas Gudaitis
Antanas Gudaitis (* 29. Juli 1904 in Šiauliai; † 20. April 1989 in Vilnius) war ein litauischer Maler, Bühnenbildner, Grafiker und Professor an der Kunstakademie Vilnius. Er gilt als einer der bedeutendsten Vertreter der litauischen Malerei.

## Leben
Antanas Gudaitis wurde am 29. Juli 1904 in Šiauliai geboren. Von 1922 bis 1926 studierte er am dortigen Lehrerseminar. Anschließend studierte er zwischen 1926 und 1929 Literatur an der Vytautas-Magnus-Universität in Kaunas und an der dortigen Kunstschule. 1929 war er Schüler im Privatatelier von Justino Vienožinskio. 1929 bis 1933 studierte er in Paris erst die Technik der Freskenmalerei an der École nationale supérieure des arts appliqués et des métiers d’art, dann bei Alexandra Exter, die an der Académie Moderne von Fernand Léger lehrte, in der Académie Lhote von André Lhote, der Académie Colarossi und der Académie Julian. Gudaitis beteiligte sich 1932 bis 1935 an den Aktivitäten der Künstlergruppe Ars, ab 1935 dann im litauischen Künstlerverband, den er mitgründete. Von 1940 an lehrte er an der Kunstakademie Vilnius, seit 1944 als Professor. Im Jahr 1965 erhielt er den Staatspreis der Litauischen SSR. 1985 gab Gudaitis seine Lehrtätigkeit auf.
Gudaitis war der Vater von Andrius Gediminas Gudaitis, Eglė Gudaitytė-Kunčiuvienė und Rūta Gudaitytė-Zaturskienė.

## Werk
Zu Beginn seiner künstlerischen Laufbahn malte Gudaitis er Stillleben und figürliche Kompositionen wie Darbas (Arbeit), im Jahr 1929, Motina su vaiku (Mutter mit Kind) aus den Jahren 1930/31 und Naujakuriai/Šeimyna (Siedler/Familie) und Moteris su vaisiais (Frau mit Obst), die beide 1933 entstanden. Zudem schuf er Zeichnungen, Plakate und Bühnenbilder für das Staatstheater Kaunas. Daneben war er an Innenarchitekturprojekten beteiligt, so entwarf er zum Beispiel Möbel und Fresken für den Lithuanian Room der University of Pittsburgh in den Jahren 1931 bis 1939.
Gudaitis nahm in seinen Gemälden westeuropäische Einflüsse auf, unter anderem von Paul Cézanne, André Derain, Georges Braque, Pablo Picasso und Vincent van Gogh sowie aus der italienischen Kunst und der Kunst der Antike. In seinem graphischen Werk bezog er sich auf den Expressionismus. In seinen späteren Werken bildete er einen stärkeren Individualstil aus. Er malte vor allem Porträts, Stillleben und Landschaften. Die Gemälde von Gudaitis zeichnen sich durch die Kombination satter Farben und die Aufnahme von Elementen aus der litauischen Volkskunst aus. Beispiele aus dieser Zeit sind die Gemälde Namelis Viekšniuose (Haus in Viekšniuose) aus dem Jahr 1933, Moteris iš Žemaitijos (Frau aus Žemaitijos) aus dem Jahr 1934 sowie Sodyba prie ežero (Gehöft am See) und Valtys. Nida (Boote. Nida), die beide von Gudaitis 1937 geschaffen wurden.
Das Pastell-Porträt der Ehefrau des Künstlers aus dem Jahr 1944, das sich noch in Familienbesitz befindet, wird von Giedrė Jankevičiūtė typisch für die Zeit der deutschen Besetzung Litauens interpretiert. Die Frau mit dem für die Zeit typischen Haarschnitt flickt einen blauen Strumpf und sitzt vor einem orangen Vorhang, der einen Teil des Raumes abteilt. Während die Farben stark und expressiv seien, verweise das Motiv auf die ökonomische Härte der Kriegsjahre und den Rückzug ins Private.
In der Nachkriegszeit schuf Gudaitis realistische Figurenkompositionen. Ab Ende der 1960er-Jahre verwendete er in seinen Gemälden kontrastierende Farben und betonte Texturen und rhythmisierte die Gestaltung. Neben Porträts wie Rūta ilsisi (Rūta schläft) (1962), Moteris palaidais plaukais I–IV (Frau mit offenem Haar I-IV) (1973) und dem Bildnis von Vytautas Kalinauskas (1974) und Landschaften wie Beržoro apylinkės ( Bezirk Beržoro) (1958–59) wandte sich Gudaitis symbolischen und allegorischen Darstellungen zu. Beispiele für das letztere Genre, in dem er metaphorisch persönliche Erfahrungen und komplexe zwischenmenschliche Beziehungen verarbeitete, sind die Gemälde Siautėjimas (Rage) (1957–67), Triptikas Mikalojus Konstantinas Čiurlioniui atminti  (Triptychon in Erinnerung an Mikalojus Konstantinas Čiurlionis) (1961–62), Akrobatas (akrobaten) und Žmonės žiūri į žvaigždes (Die Leute schauen zu den Sternen) (beide 1973). In den 1970er- und 1980er-Jahren verwendete Gudaitis häufig ein Pferd oder einen Vogel als Symbol sowie Elemente des Grotesken und Improvisation. Im Spätwerk entschied er sich für zurückhaltendere Farben und Formen.
Werke von Gudaitis befinden sich unter anderem in der Nationalgalerie Vilnius, dem Nationalen Mikalojus-Konstantinas-Čiurlionis-Kunstmuseum in Kaunas, dem MO Museum in Vilnius sowie in Sammlungen in Armenien, Estland, Georgien und Russland.